# Respectuós amb el medi ambient

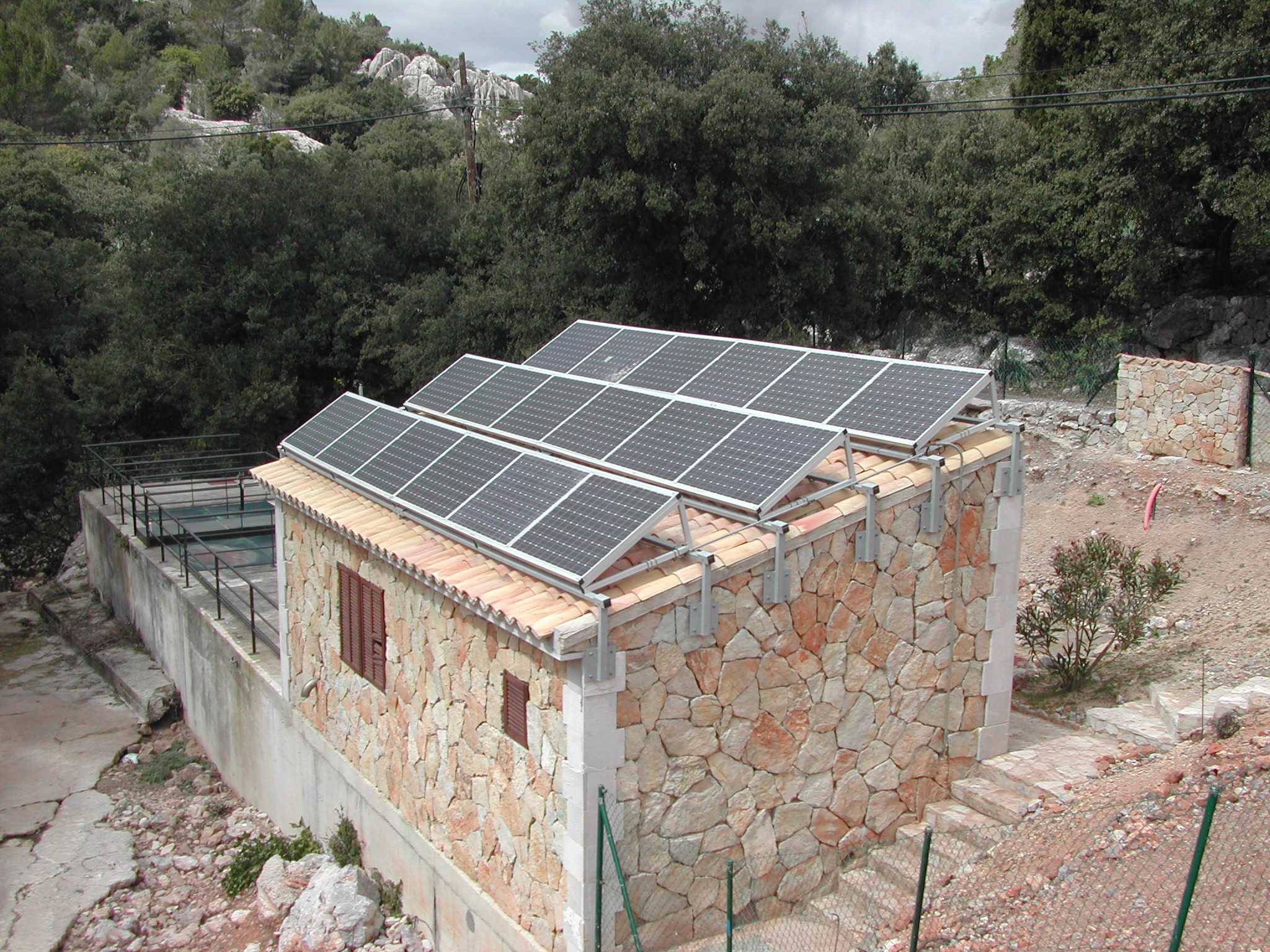
Depuradora localitzada al Santuari de Lluc, a Mallorca. Usa energia solar que és respectuosa amb el medi ambient

Respectuós amb el medi ambient (també anomenat respectuós amb la natura, amic de la natura o verd) és un terme utilitzat per referir-se a productes i serveis, lleis, directrius i polítiques que repercuteixen poc o gens en el medi ambient. Per avisar els consumidors, els productes i serveis respectuosos amb el medi ambient tenen una eco-etiqueta. En no existir un estàndard internacional, l'Organització Internacional d'Estàndards no recolza aquestes etiquetes.

## Variació per zones
A Europa, els articles produïts per membres de la Unió Europea poden fer servir l'eco-etiqueta europea. EMAS és una altra etiqueta usada en la Unió Europea que indica que la direcció i les polítiques de l'empresa són verdes. A Alemanya també s'usa blue angel, un altre tipus de certificació basada en els estàndards alemanys.
Als Estats Units, el màrqueting mediambiental requereix una especial atenció. Títols ambigus com "Respectuós amb el medi ambient" (en anglès: environmentally friendly) poden ser confusos en no existir una definició exacta; alguns organismes reguladors estan marcant certes pautes, només com a recomanacions. L'Agència de Protecció Ambiental dels Estats Units ha determinat que l'ús del terme "Respectuós amb el medi ambient" no serveix per determinar si un producte és realment "verd".
Al Canadà, una certificació és lliurada pel Environmental Choice Program. creada el 1988, només els productes directament aprovats pel programa poden utilitzar el distintiu en la seva etiqueta.
A Oceania s'utilitza una etiqueta de tipus III de qualificació energètica, que té informació sobre l'"energia utilitzada per unitat" en la seva fabricació. Fou utilitzada per primera vegada el 1986 i redissenyada més tard l'any 2000.

## Internacional
Energy Star és un programa amb l'objectiu de reduir les emissions de gasos amb efecte d'hivernacle. Energy Star compta amb seccions diferents per les diferents nacions o regions, inclosos els Estats Units, la Unió Europea, i Australia. El programa va començar als Estats Units, però també existeix al Canadà, Japó, Nova Zelanda i Taiwan.